# Oleg Krasnoporov
Oleh Volodymyrovytch Krasnopyorov (en ukrainien : Олег Володимирович Краснопьоров) est un footballeur ukrainien, né le 25 juillet 1980 à Poltava. Il évolue au poste de milieu défensif.

## Palmarès
- Illichivets Mariupol
  - Vainqueur du Championnat d'Ukraine de 2e division en 2008.

- Vorskla Poltava
  - Vainqueur de la Coupe d'Ukraine en 2009.